# دین کلی
دین کلی (انگلیسی: Dean Kelley; ۲۳ سپتامبر ۱۹۳۱ – ۱۳ ژانویهٔ ۱۹۹۶) بازیکن بسکتبال اهل ایالات متحده آمریکا بود.